# Eagle Dynamics
Eagle Dynamics（イーグル・ダイナミクス）は、モスクワに本社を置き1991年にロシア人のイゴール・ティシン（英語: Igor Tishin）が設立したソフトウェア開発会社である。現在はスイスに本社を置き、フライトシミュレーションとオラクル向け製品を開発している。

## コンバットフライトシミュレーション
Eagle Dynamicsが開発した製品としては、Su-27 Flanker（1995年）、FLANKER 2.0（1999年）、Lock On: Modern Air Combat（2003年）、Digital Combat Simulator（「DCS: BlackShark」単体販売は2008年、現在のDCS Worldを基本としたモジュール形態への移行が2011年）等が存在し、これらはすべて軍用機で空中戦闘や対地攻撃を行うことをテーマとしたコンバットフライトシミュレーションである。